# Euseius similiovalis
Euseius similiovalis är en spindeldjursart som först beskrevs av Liang och Ke 1983.  Euseius similiovalis ingår i släktet Euseius och familjen Phytoseiidae. Inga underarter finns listade i Catalogue of Life.